# Coradion chrysozonus
Coradion chrysozonus, tên thông thường là cá bướm bốn vằn, là một loài cá biển thuộc chi Coradion trong họ Cá bướm. Loài này được mô tả lần đầu tiên vào năm 1831.

## Từ nguyên
Từ định danh chrysozonus được ghép bởi hai âm tiết trong tiếng Latinh, chrysos ("vàng") và zonus (bắt nguồn từ zona, "thắt lưng"), hàm ý đề cập đến ba dải màu nâu cam ở hai bên thân loài cá này.

## Phạm vi phân bố và môi trường sống
Từ biển Andaman, C. chrysozonus được phân bố trải dài về phía đông, băng qua vùng biển các nước Đông Nam Á đến quần đảo Solomon, Tonga và Palau, ngược lên phía bắc đến vùng biển phía nam Nhật Bản, giới hạn phía nam đến rạn san hô Great Barrier và Tây Úc (ít nhất là đến vịnh Shark).
C. chrysozonus sống trên các rạn viền bờ, có khi gần các mỏm đá hoặc trên nền đá vụn, nơi san hô phát triển thưa thớt, được tìm thấy ở độ sâu khoảng 3–60 m.
Tại Việt Nam, C. chrysozonus được ghi nhận tại cù lao Câu (Bình Thuận) và quần đảo Trường Sa, đầm Ô Loan (Phú Yên), Côn Đảo, rừng ngập mặn Cần Giờ, quần đảo Nam Du và Hà Tiên (Kiên Giang), quần đảo Hoàng Sa và cù lao Chàm (Quảng Nam) cùng vịnh Nha Trang (Khánh Hòa). C. chrysozonus được xếp vào danh sách Loài có nguy cơ tuyệt chủng lớn (VU) ở Việt Nam.

## Mô tả

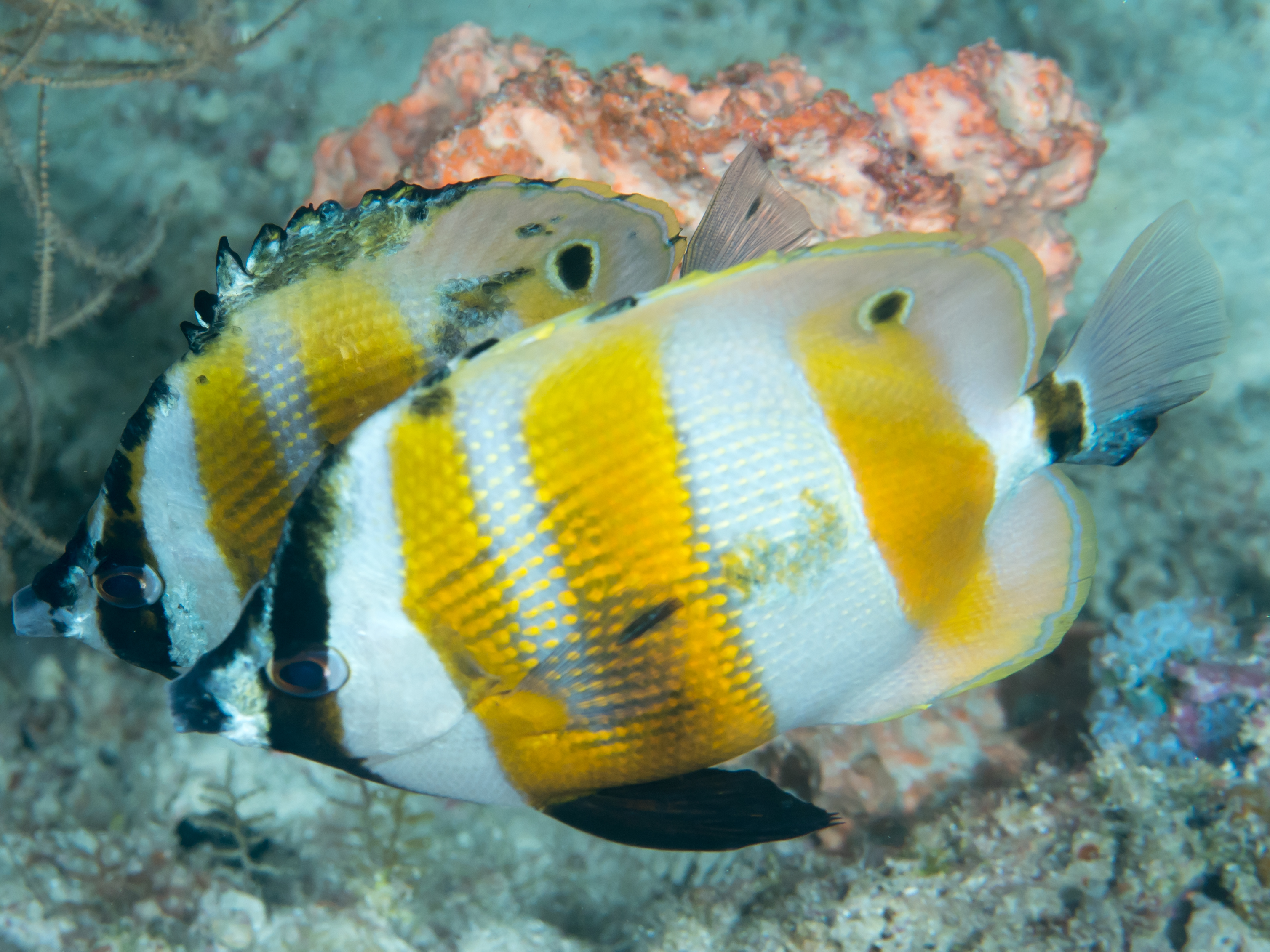
Một cặp C. chrysozonus

Chiều dài lớn nhất được ghi nhận ở C. chrysozonus là 15 cm. C. chrysozonus có màu trắng với cặp sọc chữ V màu nâu cam kéo dài xuống vị trí vây bụng, dải sọc thứ ba cùng màu nằm ở thân sau. Sọc thứ tư nâu sẫm, băng qua mắt. Mõm ngắn và nhọn. Vây bụng có màu đen. Phía sau vây lưng có một đốm đen viền trắng xanh ở cá trưởng thành. Vây đuôi trong mờ; cuống đuôi có một đốm đen lớn.
Cũng có bốn dải sọc như C. chrysozonus, nhưng sọc của Coradion altivelis sẫm màu nâu hơn, còn dải sọc thứ tư ở Coradion melanopus có thêm viền cam với hai đốm đen ở thân sau.
Số gai ở vây lưng: 9; Số tia vây ở vây lưng: 28–30; Số gai ở vây hậu môn: 3; Số tia vây ở vây hậu môn: 19–21; Số tia vây ở vây ngực: 15–16; Số gai ở vây bụng: 1; Số tia vây ở vây bụng: 5; Số vảy đường bên: 48–52.

## Sinh thái học
C. chrysozonus là loài ăn tạp, nhưng thức ăn chủ yếu của chúng là hải miên (bọt biển) và một số loài thủy sinh không xương sống nhỏ bám trên đó. C. chrysozonus sống đơn độc và ghép cặp vào mùa sinh sản.

## Thương mại
C. chrysozonus ít được xuất khẩu trong ngành buôn bán cá cảnh. Ở Manila (Philippines), loài này được bán trong các chợ cá.